# 三角輪胎
三角集團（Triangle Group），也稱作三角輪胎，是一家中国轮胎公司，生产从乘用车到施工设备、和适合特殊用途的轮胎的一系列轮胎。
截至2015年，根据轮胎和配件，它是世界上第14大的轮胎制造商。

## 历史
1976年，三角集团是由山東省威海市政府所成立的。